# Novillero (Granier)
Novillero est une suite de dix planches de la Tauromachie IV , (série de dix burins sur cuivre), réalisée en 1952 par Jean-Marie Granier à l'époque où le jeune graveur s'était vu offrir un séjour de deux ans à la  Casa de Velázquez, Madrid, en Espagne.

## Contexte
C'est la première planche d'une suite tauromachique au burin dans laquelle Granier fait l'inventaire des acteurs de la corrida. « Pour cela, il achète un costume, fait poser un modèle, se documente à partir de photographies et grave à partir de minutieux dessins au carreau. ».
Le novillero tenant un bouquet de fleurs à la main est inspiré par un des propres dessins de l'artiste : une illustration  pour l'ouvrage de Pierre Menanteau et Georges Bouquet : Trésors de la poésie française publié chez Sudel en 1950, cité dans les ouvrages illustrés de Jean-Marie Granier sur son site officiel, encore commercialisé d'occasion dans diverses librairies en ligne. Le dessin était une jeune fille tenant un bouquet de fleurs à la main. Mais Granier avait aussi vu un novillero similaire à la feria de La Alberca de Záncara à l'été 1952.

## Description
Le novillero est un personnage isolé, avec toujours cette même figure de Pierrot triste qui caractérise les toreros de Granier. Il n'y a ni arène, ni taureau.
Il existe 2 états. Le premier, tiré sur un défet de Tristan et Yseut. Le deuxième état définitif est tiré sur guarro ancien.
Plusieurs tirages ont eu lieu : plusieurs épreuves marquées E.A (épreuve d'artiste) sur papier Rives, Guarro, Japon, et Marais ont été utilisées comme carte de vœux. Cette planche figure au catalogue de la rétrospective 1983-1984 de l'œuvre complet de Jean-Marie Granier au Musée des beaux-arts de Nîmes.